# Kabane
Le terme de kabane (姓) regroupait, dans le Japon antique, différents titres héréditaires qui marquaient le rang social et le statut politique du porteur. Il y en avait plus de 30. Les kabane les plus utilisés étaient Ason (朝臣), omi (臣), muraji (連), miyatsuko (造), kimi (君), atai (値), fubito (史, « scribe »), agatanushi (県主) et suguri (村主, « chef du village »).
Les kabane étaient divisés en deux grandes classes : ceux attachés aux personnes prétendant descendre de la lignée impériale (皇別, kōbetsu), et ceux attachés aux personnes prétendant descendre des dieux (神別, shinbetsu). Bien sûr, il n'existe aucune preuve historique de telles ascendances.
Initialement, les kabane étaient portés par des clans indépendants, mais ils furent progressivement contrôlés par la cour impériale de Yamato. En 684, le kabane fut réformé en un système dit « des huit kabane » (八色の姓, yakusa no kabane). Plus tard, les grands clans se scindant en de nombreuses familles indépendantes, le système du kabane tomba peu à peu en désuétude.

## Source de la traduction
- (en) Cet article est partiellement ou en totalité issu de l’article de Wikipédia en anglais intitulé « Kabane » (voir la liste des auteurs).